# Moșești
Moșești – wieś w Rumunii, w okręgu Buzău, w gminie Robeasca. W 2011 roku liczyła 389 mieszkańców.